# 10095 Carlloewe
10095 Carlloewe è un asteroide della fascia principale. Scoperto nel 1991, presenta un'orbita caratterizzata da un semiasse maggiore pari a 3,0032082 au e da un'eccentricità di 0,0484869, inclinata di 9,40513° rispetto all'eclittica.
L'asteroide era stato inizialmente battezzato 10095 Johannlöwe per poi essere corretto nella denominazione attuale.
L'asteroide è dedicato al compositore tedesco Johann Carl Gottfried Loewe.